# John Henry (álbum)
John Henry es el quinto álbum de la banda estadounidense de rock alternativo They Might Be Giants. Fue lanzado en 1994 por Elektra Records. Es el primer álbum de They Might Be Giants en el que se utilizó una banda completa, en lugar de pistas sintetizadas. El nombre del álbum, una referencia a la fábula «el hombre contra la máquina» de John Henry, es una alusión al cambio de la banda a instrumentación más convencional, especialmente al uso de un batería humano en lugar de una batería programada.
John Henry es el álbum más largo de TMBG y fue el álbum adulto de la banda que consiguió posiciones más altas en las listas, habiendo llegado al puesto 61 del Billboard 200, durante mucho tiempo. Este récord fue roto en 2011 por el álbum Join Us, que llegó al puesto 32.

## Lista de canciones
| N.º | Título                                                              | Duración |  |
| 1.  | «Subliminal»                                                        | 2:45     |  |
| 2.  | «Snail Shell»                                                       | 3:20     |  |
| 3.  | «Sleeping in the Flowers»                                           | 4:30     |  |
| 4.  | «Unrelated Thing»                                                   | 2:31     |  |
| 5.  | «AKA Driver» (They Might Be Giants, Tony Maimone, Brian Doherty)    | 3:14     |  |
| 6.  | «I Should Be Allowed to Think» (They Might Be Giants, Tony Maimone) | 3:09     |  |
| 7.  | «Extra Savoir-Faire»                                                | 2:48     |  |
| 8.  | «Why Must I Be Sad?»                                                | 4:08     |  |
| 9.  | «Spy»                                                               | 3:06     |  |
| 10. | «O, Do Not Forsake Me»                                              | 2:30     |  |
| 11. | «No One Knows My Plan»                                              | 2:37     |  |
| 12. | «Dirt Bike»                                                         | 3:05     |  |
| 13. | «Destination Moon»                                                  | 2:27     |  |
| 14. | «A Self Called Nowhere»                                             | 3:22     |  |
| 15. | «Meet James Ensor»                                                  | 1:33     |  |
| 16. | «Thermostat»                                                        | 3:11     |  |
| 17. | «Window»                                                            | 1:00     |  |
| 18. | «Out of Jail»                                                       | 2:38     |  |
| 19. | «Stomp Box»                                                         | 1:55     |  |
| 20. | «The End of the Tour»                                               | 3:18     |  |